# Mutbenret
Mutbenret (vagy Benretmut) ókori egyiptomi nemes hölgy volt, Nofertiti testvére. Nevét korábban Mutnedzsmetként olvasták (a két név hieroglif írásmódja hasonlít, és jelentésük is majdnem egyező). Egy elmélet azonosnak tartja Mutnedzsmettel, akinek férje Horemheb volt, a XVIII. dinasztia utolsó uralkodója, erre azonban nincs egyértelmű bizonyíték.

## Élete
Mutbenret feltehetőleg Ay, a későbbi fáraó és felesége, Teje lánya volt. Fiatal korát a sógora által épített új fővárosban, Ahet-Atonban töltötte, ahol az udvari emberek sírjai közül ötnek (Paneheszi, Parennefer, Tutu, Maja és Ay sírja – EA6, 7, 8, 14 és EA25) a falfestményei a királyi család tagjaként ábrázolják, rendszerint két törpéje és Nofertiti lányai kíséretében; alakja magasabb a hercegnőkénél, de hajviselete alapján még ő is gyermek lehetett, legfeljebb pár évvel idősebb náluk. A faliképeken neve a következő szavak kíséretében tűnik fel: „Leánytestvére a nagy királyi feleségnek, Nofernoferuaton Nofertitinek, ki örökkön-örökké él, Mutbenret.” (egyiptomi nyelven: sn.t ḥm.t nsw wr.t nfr-nfrw-ỉtn nfr.t-ỉtỉ ˁnḫ ḏṯ nḥḥ mw.t nḏm.t). Elképzelhető azonban, hogy ez csak tiszteletbeli cím, vagy csak arra utal, hogy Mutbenret anyja volt Nofertiti szoptatós dajkája, tehát tejtestvérek voltak. Gyakran ábrázolták két törpe szolgája, Hemetniszuerneheh és Mutefpré kíséretében.
Paneheszi sírjában (EA 6-os sír) az ajtókeret egy áldozati jelenetsor részét képező jelenetén két törpe látható, ami arra utal, Mutbenret ábrázolása is a közelben lehetett, talán a hercegnőkkel együtt. Parennefer sírjában (EA7-es sír) a hercegnők mögött áll abban a jelenetben, ahol Parennefert kitüntetik. Tutu sírjában (EA8) szintén a sírtulajdonos kitüntetésének jelenetében szerepel, a királyi párt ábrázoló regiszter alatti regiszterben áll két törpéje, legyezőhordozók és a hercegnők dajkái között. Maja sírjában a királyi családot Aton imádata közben ábrázolják. Ehnatont és Nofertitit három legidősebb lányuk, Meritaton, Maketaton és Anheszenpaaton kíséri, mindhárman szisztrummal kezükben. A fölöttük lévő regiszterben áll Mutbenret és a két törpe.
A név nélküli, EA20-as számú sírban hasonló jelenet látható, de befejezetlen, csak Ehnaton alakja készült el. A feliratok szerint mögötte Nofertiti állt volna, majd három lányuk, mögöttük pedig Mutbenret. A kép kétszer szerepel a sírban, egy ajtó fölött; egyik tükörképe a másiknak. A szintén ismeretlen tulajdonosú 22-es sírban ugyanez a jelenet látható. Ay amarnai sírjában (EA25-ös sír) Mutbenretet fiatal lányként ábrázolják, két törpéje kíséretében; címei közt szerepel „a nagy királyi hitves testvére”.
Tutanhamon sírjából előkerült egy hajó formájú alabástrom illatszertartó, a rajta levő nőalak feltehetőleg Mutnedzsmet, egy törpe szolgája kíséretében.
Ehnaton, valamint az őt követő Szemenhkaré halála után Mutbenret apja, Ay a kiskorú Tutanhamon nevében kormányzott, majd annak halála után trónra lépett. A nevek hasonlósága mellett erre alapozták korábban azt az elméletet, mely szerint Mutbenret azonos Mutnedzsmettel, az Ayt követő Horemheb feleségével, akihez még apja uralkodása alatt ment feleségül, így jogalapot szolgáltatott neki a trónutódlásra – Horemhebet ez alapján sorolja a történettudomány a XVIII. dinasztiához, amellyel semmilyen vérségi kapcsolatban nem állt. Az elmélet annyiban problematikus, hogy maga Mutbenret sem volt királyi származású.

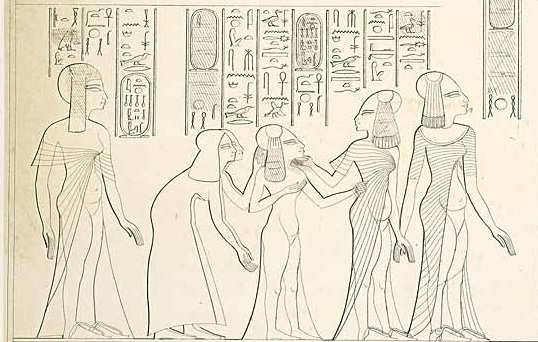
Mutbenret a három legidősebb hercegnő, Meritaton, Maketaton és Anheszenpaaton, illetve dajkáik mögött. Parennefer sírja (Lepsius rajza)

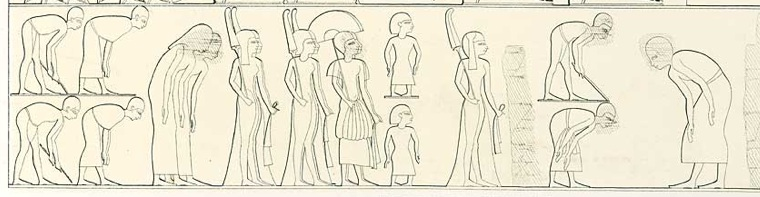
Mutbenret két hajbókoló udvaronc mögött, két törpével. (Lepsius rajza)